# 李范文
李范文（1929年10月—），中华人民共和国語言學家、音韵学家和西夏学家，国务院特殊津贴获得者，宁夏社会科学院名誉院长，兼任中国文字博物馆顾问，北京大学、南京大学、复旦大学、陕西师范大学教授、博士生导师。他也是《夏漢字典》及《簡明夏漢字典》的主編。

## 生平
1956年中央民族大学藏语系毕业，师从社会学家费孝通，考古学家夏鼐，实习期间前往西藏拉萨附近田野调查，调查当地藏族方言，藏语语言学和音韵学功底为他日后研究同为藏缅语系的西夏文提供了帮助。1959年中央民族大学历史系民族学研究生毕业，后在中国科学院哲学社会科学部民族所工作，当时被错划为“右派”，受到打压。1960年从中科院民族所辞职，前往西夏王朝曾经的首府兴庆府（今银川）专门研究西夏学，但来到银川后发现没有任何研究机构，只得在宁夏师范学院任教，利用业余时间收集资料。正值三年困难时期，宁夏师范学院的教学工作时断时续，饥饿的师生不得不进入贺兰山采挖野菜和树皮充饥。1969年，李范文因为成分问题被下放宁夏固原县古城公社店洼大队第二生产队劳动改造。1970年调回宁夏银川的宁夏博物馆研究西夏学，1972-79年参与了西夏王陵的发掘工作，驻扎在贺兰山东部的荒滩上。因为“右派“身份，无法继续从事研究工作，只能从事购买物资、打扫卫生、烧开水等后勤工作，驻扎工地7年，利用业余时间完成了32000多片西夏王陵残碑的文献整理工作，并将这些文字整理成卡片。1986年中苏关系缓和，作为中苏学术交流的首批学者访问苏联圣彼得堡冬宫博物馆，与中国社会科学院史金波教授一同成为首批得以阅读观摩全部俄藏黑水城文献的学者。
2017年5月27日，时年88岁的李范文应饶宗颐之邀在香港大学担任第六届饶宗颐讲座的主讲人，进行题为《从西夏文到甲骨文研究的艰辛历程》的演讲。相关出版物《从西夏文到甲骨文研究的艰辛历程》2017年12月由香港大学饶宗颐学术馆出版发行。
1979年先后完成了70万字的西夏语语音学《同音研究》，50万字的西夏词书研究专著《宋代西北方音》，历经25年写出150万字《夏汉字典》，1999年出版，是世界上第一部正式出版的西夏文汉语对照字典，是中国的西夏学研究的重要著作。还有专著《俄藏黑水城文献研究》、《西夏语比较研究》、《西夏通史》、《中国国家图书馆馆藏西夏文献》、《西夏研究》1至6卷。《西夏学大辞典》等。 2002年他编撰的《夏汉字典》荣获全国哲学社会科学最高奖——吴玉章奖。2013年，荣获国际汉学最高荣誉——法国法兰西学院东方学“儒莲奖”。

## 著作
- 《夏漢字典》李范文主編，中國社會科學出版社1997年10月初版，ISBN 7-5004-2113-3
- 《簡明夏漢字典》李范文主編，中國社會科學出版社2012年10月初版，ISBN 9787516115442 （為《夏漢字典》修訂本）
- 《宋代西北方音》李范文撰，中国社会科学出版社1994年初版，ISBN 9787500412878
- 《西夏陵墓出土残碑粹编》，李范文编释，文物出版社1984年
- 《西夏简史》钟侃、吴峰云、李范文合著，宁夏人民出版社1979年初版
- 《西夏通史》李范文主编，人民出版社、宁夏人民出版社2005年初版，ISBN: 9787227029748
- 《宋代西北方音：〈番汉合时掌中珠〉对音研究》李范文著，中国社会科学出版社1994年初版，ISBN: 9787500412878
- 《〈同音〉研究》李范文著，宁夏人民出版社1986年初版
- 《西夏语比较研究》李范文主編，宁夏人民出版社2004年初版
- 《中国国家图书馆藏西夏文献》1-4部，李范文主編，上海古籍出版社2005-2006初版
- 《國外中國學研究譯叢》李范文主編，陳奇猷副主編。青海人民出版社1986年版